# ليونيد ريمان
ليونيد ريمان (الروسية: Рейман, Леонид Дододжонович) (و. 1957 – م) هو سياسي من روسيا ولد في سانت بطرسبرغ.